# ¿Dónde nos quedamos?
¿Dónde nos quedamos? es el cuarto álbum de estudio de la banda colombiana Bacilos.
El álbum se caracteriza por una fusión de ritmos entre el vallenato, el pop y el reguetón. Asimismo, el álbum marca el regreso de la banda después de 10 años de ausencia, además que muestra una reinvención en su música, ya que este mismo incursiona en el género urbano, esto después de la buena recepción que tuvo su primer sencillo, «Por hacerme el bueno».
Se desprenden del mismo, algunos sencillos como: «Adicto a ti» y «Perderme contigo». Asimismo el 24 de agosto de 2018, el álbum fue presentado con todos los sencillos restantes.

## Lista de canciones
| N.º | Título                 | Duración |  |
| 1.  | «Perderme contigo»     | 4:06     |  |
| 2.  | «Por hacerme el bueno» | 4:12     |  |
| 3.  | «Adicto a ti»          | 3:39     |  |
| 4.  | «Negra, Negra, Negra»  | 3:44     |  |
| 5.  | «Pequeñas mentiras»    | 3:53     |  |
| 6.  | «Solo»                 | 3:15     |  |
| 7.  | «La playa»             | 3:34     |  |
| 8.  | «Vete pa' la M»        | 3:01     |  |
| 9.  | «La última bala»       | 3:28     |  |
| 10. | «Locos»                | 3:35     |  |